# PMMP
Paulan ja Miran Molemmat Puolet, également abrégé PMMP, est un groupe de pop rock finlandais, originaire d'Helsinki. Il est formé en 2002 et séparé en 2013.

## Biographie

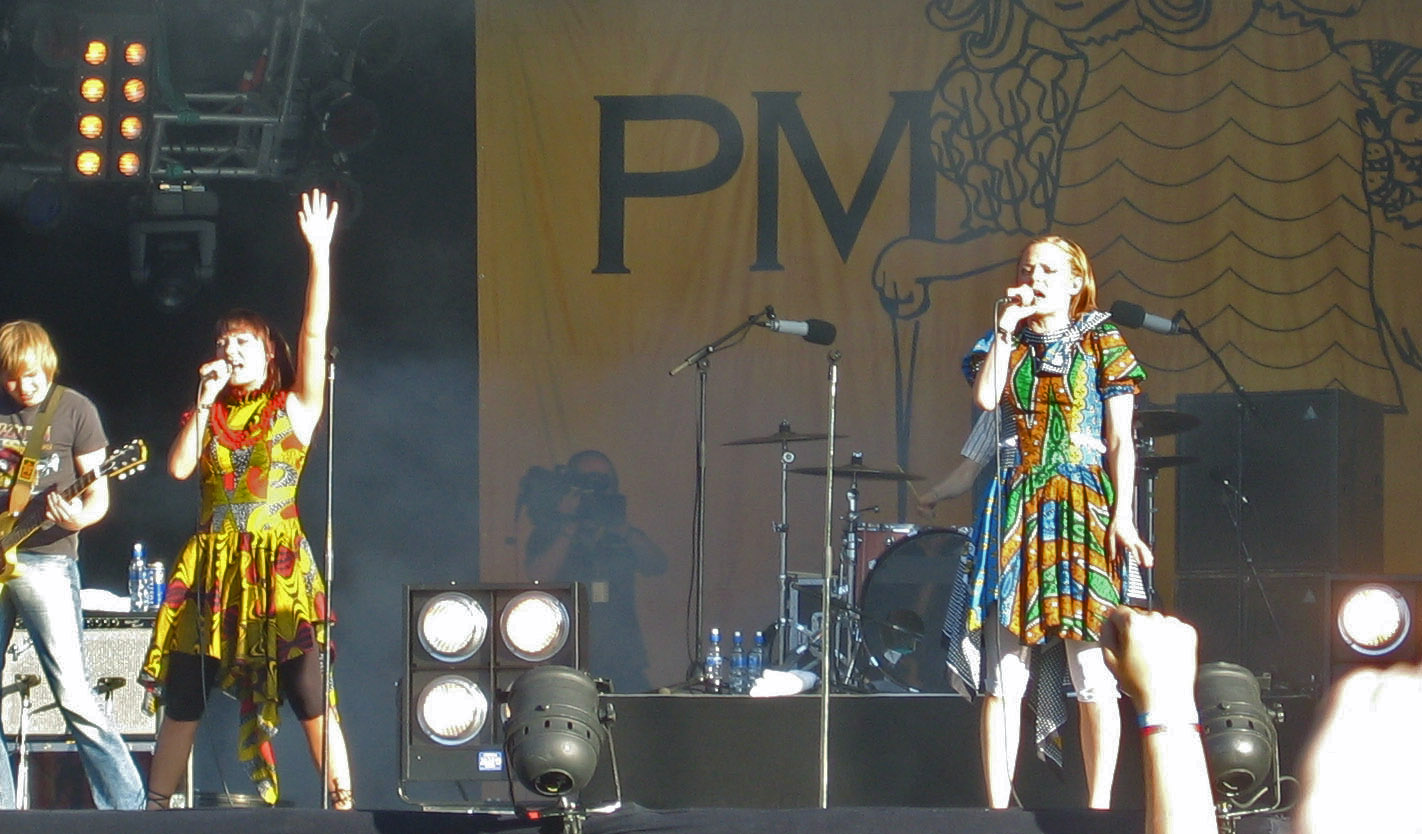
PMMP à Provinssirock, en Finlande, en 2006.

Le groupe est mené par les chanteuses Paula Vesala et Mira Luoti et trois garçons, il a eu un certain succès dans l'ensemble de l'Europe avec des chansons telles que Rusketusraidat (de leur premier album Kuulkaas Enot, sorti en 2003).
PMMP a également chanté Pikkuveli, la reprise d'un succès du groupe Noitalinna huraa!.
Le deuxième album Kovemmat Kädet ("Des mains plus fortes") fut également un succès, et s'est classé disque d'or. Le groupe a sorti une nouvelle version de cet album en août 2005. Oo siellä jossain mun (« Sois là quelque part pour moi ») est un grand succès de PMMP en Finlande.
Le troisième opus, Leskiäidin tyttäret, sort en 2006, et se classe disque de platine le lendemain de sa sortie. Comme les deux chanteuses sont enceintes, un album contenant des reprises de chansons finlandaises pour enfants sortira le 14 novembre 2007 tandis que le quatrième opus du groupe est prévu pour automne 2008.
PMMP sort le single Heliumpallo le 16 avril 2012. Le sixième album du groupe, Rakkaudesta, est publié le 11 juin 2012.
Le 13 mai 2013, PMMP annonce la fin de sa carrière, du moins pour le moment. Le groupe publie deux compilations. La première, Matkalaulu, contient 11 nouvelles versions des morceaux du groupe. La deuxième, Hitit, est une compilation contenant une nouvelle chanson, les plus grands succès du groupe et un DVD présentant, entre autres, PMMP Tavastia Club Gig en août 2010. Leur dernier concert a lieu le 27 octobre 2013 au Helsingin jäähalli. Le 10 décembre 2013, le département finlandais d'Amnesty International leur décerne l'Amnesty Candlestick Prize pour leur action contre la violence à l'égard des femmes.

## Membres
- Paula Vesala, 10 décembre 1981 - chant
- Mira Luoti, 28 février 1978 - chant
- Mikko Virta, 22 mars 1982 - guitare, chœurs
- Juho Vehmanen, 31 mars 1981 - basse
- Heikki Kytölä, 14 octobre 1981 - batterie, percussions, chœurs

## Discographie

### Albums studio
- 2003 : Kuulkaas enot!
- 2005 : Kovemmat kädet
- 2005 : Kovemmat kädet (Kumipainos)
- 2006 : Leskiäidin tyttäret
- 2007 : Puuhevonen
- 2009 : Veden Varaan
- 2012 : Rakkaudesta
- 2013 : Valloittamaton

### Singles
- 2003 : Rusketusraidat
- 2003 : Niina (promo)
- 2003 : Joutsenet
- 2005 : Päiväkoti
- 2005 : Oo siellä jossain mun (promo)
- 2005 : Matkalaulu
- 2005 : Pikkuveli
- 2006 : Henkilökohtaisesti
- 2007 : Tässä elämä on
- 2007 : Joku Raja
- 2007 : Kesäkaverit (promo)
- 2007 : Kiitos (promo)
- 2007 : Täti Monika
- 2009 : Viimeinen Valitusvirsi
- 2009 : Lautturi

### Clips
- 2003 : Rusketusraidat
- 2003 : Joutsenet
- 2005 : Päiväkoti
- 2005 : Matkalaulu
- 2005 : Pikkuveli
- 2006 : Henkilökohtaisesti
- 2007 : Tässä elämä on
- 2007 : Joku Raja
- 2007 : Täti Monika
- 2009 : Viimeinen Valitusvirsi
- 2009 : Lautturi